# Бурдулі Вано
Вано Бурдулі (29 серпня 1974, Тбілісі) — грузинський і російський кінорежисер, сценарист, продюсер.

## Біографія
Вано Бурдулі народився 29 серпня 1974 року в Тбілісі. У 1996 році закінчив Тбіліський державний університет, (за першим фахом він економіст). 
У 1997 році закінчив факультет кінодраматургії Грузинського державного інституту театру і кіно (майстерня Ерлома Ахвледіані). 
У 2005 році закінчив Вищі курси сценаристів і режисерів у Москві, майстерню В. І. Хотиненка, П. К. Фінна.
З 2005 року — член Гільдії кінорежисерів Росії.
У березні 2014 р. підписав лист «Ми з Вами!» КіноСоюзу в підтримку України.

## Фільмографія

### Режисерські роботи
- 2006 — «Графіті»/«Ще нічого не стерли» (к/м, дипломна робот)
- 2007 — «Королі гри» (т/с, 1-2 і 12-та серії, Росія)
- 2009 — «Зона конфлікту» (Грузія)
- 2015 — «Літо замерзлих фонтанів» (у співавт., Грузія, Литва, Росія)
- 2017 — «Територія» (т/с, Росія) та ін.

### Сценарії
- 2006 — «Графіті»/«Ще нічого не стерли» (к/м, дипломна робот)
- 2015 — «Літо замерзлих фонтанів» (у співавт., Грузія, Литва, Росія)

## Нагороди
- 2006 — Спеціальна згадка на МКФ в Регенсбурзі і спеціальний приз МКФ в Котбусі — фільм «Граффіті»
- 2007 — Гран-прі МКФ в Нансі і спеціальна згадка на МКФ в Екс-ан-Провансі — фільм «Граффіті»
- 2009 — XXXI Міжнародний кінофестиваль, конкурс «Песпективи» Фільм «Зона конфлікту»[1][4].
- 2016 — Приз за найкращу режисуру Першого Сочинського МКФ «Ірида» — фільм «Літо замерзлих фонтанів»
- 2016 — Приз за найкращий сценарій 4-го Національного кінофестивалю дебютів «Рух» — фільм «Літо замерзлих фонтанів»